# Pseudohermaphrodisme
 (mai 2017).
Si vous disposez d'ouvrages ou d'articles de référence ou si vous connaissez des sites web de qualité traitant du thème abordé ici, merci de compléter l'article en donnant les références utiles à sa vérifiabilité et en les liant à la section « Notes et références ».
 Mise en garde médicale
Les pseudohermaphrodismes se distinguent par des atypicités de la différenciation sexuelle. Il ne faut pas les confondre avec l'hermaphrodisme qui voit cohabiter chez un même individu les deux types d'organes génitaux (masculin et féminin).

## Pseudohermaphrodisme féminin
La présence de signes virils avec une hypertrophie du clitoris est constatée (chez sujet XX). Un possible traitement hormonal substitutif voire de la chirurgie constituent l'attitude adoptée la plus fréquemment face à cette atypicité sans gravité (possibilité de grossesse normale).

### Hyperplasie congénitale des surrénales
Maladie génétique (autosomique récessive) dont la forme classique est rare et la forme bénigne semble plus courante. Le principal risque de la forme classique est le syndrome de la perte de sel chez le nourrisson. Le traitement est à base de substitution hormonal et de chirurgie. Un diagnostic et un traitement anténatal sont possibles et efficaces. Le dépistage à la naissance est obligatoire en France.

### Hyperandrogénie d'origine maternelle
Une tumeur (glandes surrénales ou ovaires) ou l'usage de médicaments (progestatifs) chez la mère en est souvent la cause. Cette imprégnation hormonale a les mêmes effets que les autres pseudohermaphrodismes féminins.

## Pseudohermaphrodisme masculin

### Pseudohermaphrodisme masculin induit par des anabolisants
La prise de stéroïdes anabolisants (ex : testostérone dans certains cas de dopage sportifs ou de bodybuilders) a parmi ses effets secondaires possibles un hypogonadisme hypogonadotrope par suppression dose-dépendante des gonadotrophines hypothalamiques (GnRH) et hypophysaires (LH, FSH). Chez l'homme, cet hypogonadisme se traduit par une atrophie testiculaire avec gynécomastie, infertilité avec oligospermie ou azoospermie et des modifications de la libido. Ces effets, de délétion de la spermatogenèse notamment, sont réversible en 3 à 12 mois après l'arrêt des stéroïdes anabolisants.

### Pseudohermaphrodisme féminin induit par des anabolisants
Chez la femme, les effets de la prise de stéroïdes anabolisants (ex : testostérone) sur l'axe gonadotrope sont une hypertrophie clitoridienne, avec également un accroissement de la pilosité (pouvant allers jusqu'à l'hirsutisme), un changement de voix (plus grave et rauque), des troubles du cycle menstruel (oligoménorrhée ou aménorrhée), une atrophie mammaire et une calvitie de type masculine,.

### Pseudohermaphrodisme masculin par déficience en 5α-réductase
L'enzyme 5α-réductase permet de réduire la testosterone en 5-DHT (Dihydrotestosterone). En cas de déficit de cet enzyme, l'individu aura un hypospadias, une poche vaginale aveugle, un scrotum non-développé, une prostate sous-développée et un petit pénis. 

### Pseudohermaphrodisme masculin par insensibilité aux androgènes
Aussi appelé « testicule féminisant ».